# Krieglbodenbach
Der Krieglbodenbach ist ein Bach in der Gemeinde St. Jakob in Defereggen (Bezirk Lienz). Der Bach entspringt an der Südseite des Panargenkamms und mündet westlich von Erlsbach in die Schwarzach.
Der Krieglbodenbach entspringt unterhalb des Krieglbodens, der sich südwestlich des Hutner-Ausläufers Am Putzen befindet. Der nur rund 600 Meter lange Krieglbodenbach besitzt im Oberlauf zwei Quellarme und fließt in südsüdwestlicher Richtung dem Talboden zu. Er durchquert hier bewaldetes Gebiet und mündet westlich von Erlsbach von links in die Schwarzach. Das Einzugsgebiet des Krieglbodenbachs liegt zwischen dem Einzugsgebiet der Mühlfeldgräben im Nordwesten und jenem der Himmelgräben im Osten.